# Cis tetracentrum
Cis tetracentrum es una especie de coleóptero de la familia Ciidae.

## Distribución geográfica
Habita en California,  Arizona y México.